# Gal (Japón)

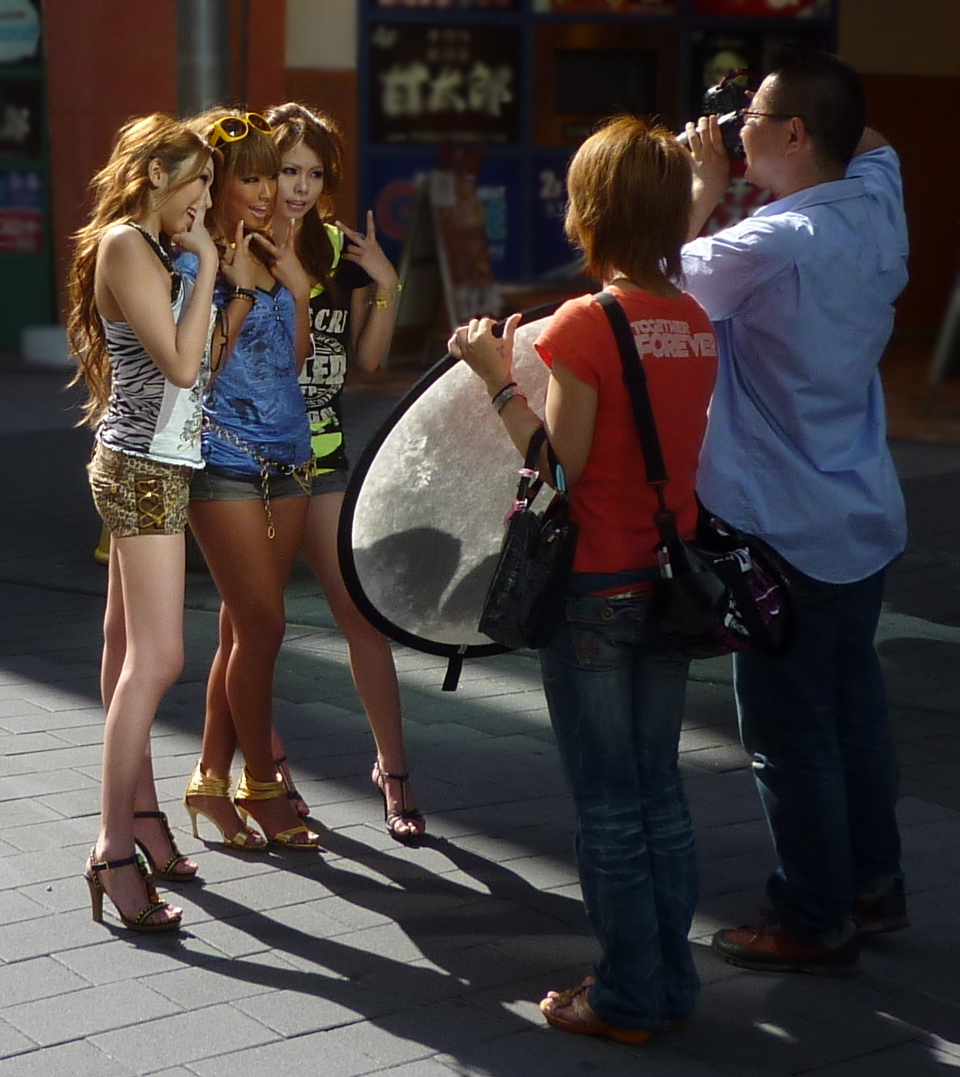
Un grupo de Gals siendo fotografiadas en Tokio, 2009.

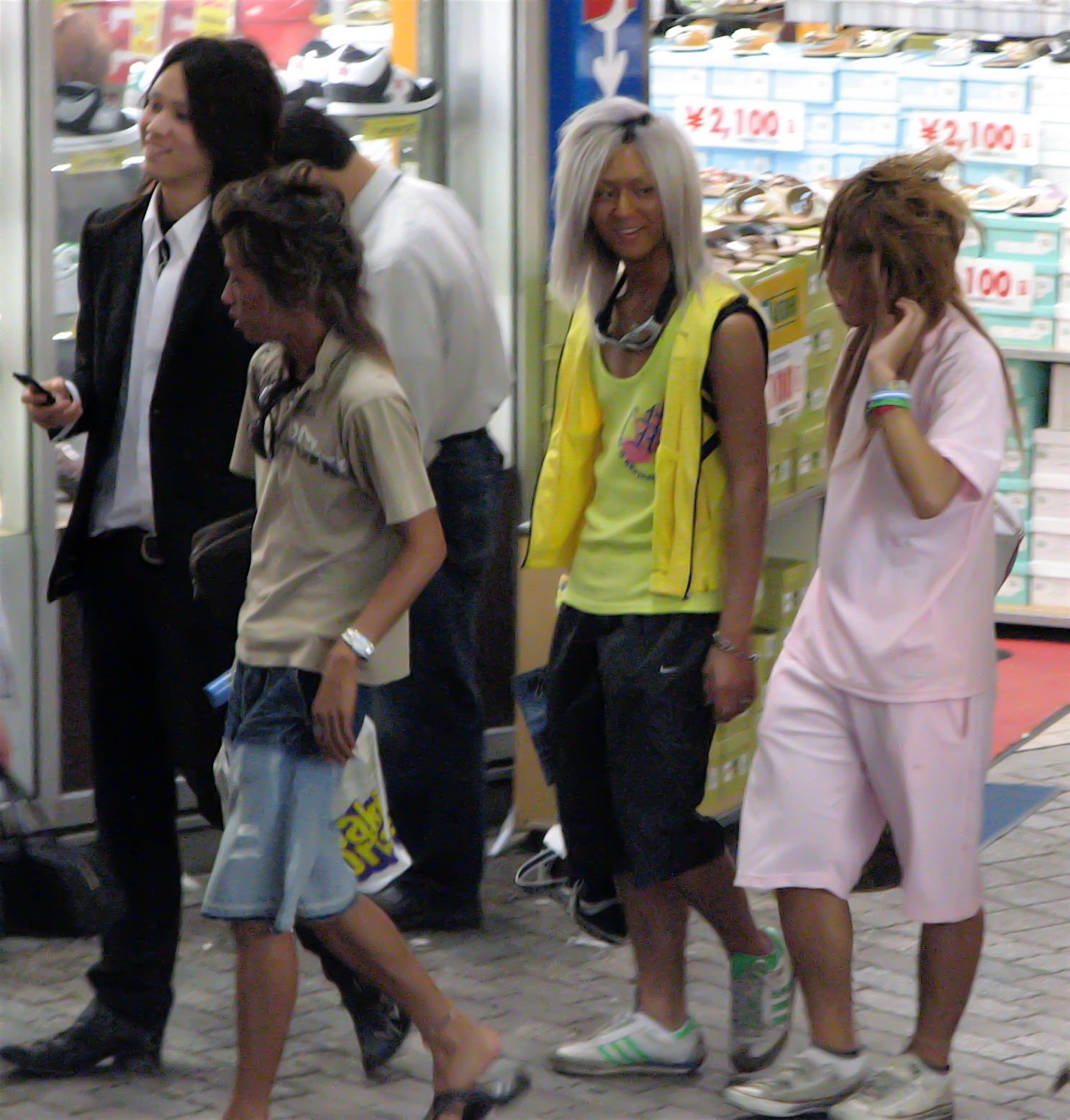
Gyaruo en 2007.

Las Gals (ギャル Gyaru?) son una subcultura y/o tribu urbana japonesa de jóvenes que se preocupan principalmente por su belleza, cuidando al detalle su ropa, cabello, maquillaje, uñas, etc. Su contraparte masculina son los Gyaruo.

## Etimología
"Gal" es una abreviación de "girl", que significa "chica" en inglés. 
Asimismo, la palabra "gal" se dice "gyaru" en japonés. 
La teoría más común acerca del nombre "kogal" o "kogyaru" es que ésta proviene de la palabra japonesa para designar al instituto kōkō (高校?), mientras que otros sugieren que viene de ko (子), niño/a en japonés.

## Origen

### Teoría del movimiento post-idol
La teoría dice que con la aparición de cantantes que rompían los estereotipos de piel pálida y natural cabello negro japoneses, mediante su aparición con plataformas, uñas y pestañas postizas, minifaldas, maquillaje perfecto, etc., motivó que las adolescentes empezaran a imitar ese estilo, en la década de 1980 muchas jóvenes japonesas imitaron esa estética atrevida y sexy hasta el punto en que Namie Amuro se convirtió en ídolo para las ganguro, y más adelante Ayumi Hamasaki en lo mismo para las ganjiro.

### Teoría de la imitación occidental/americana
En este caso las jóvenes japonesas intentarían imitar el estilo californiano: chicas morenas, cabello rubio decolorado y un estilo alocado y atrevido que significaba una liberación para la mujer japonesa. En este caso el origen se daría en la década de 1990. Series como Beverly Hills significaron mucho para ellas. Empiezan las técnicas para agrandarse los ojos.

### Teoría de las Bodicon o Juliana's Tokyo
Las bodicon surgen alrededor del año 1986 en la megapoli de Osaka. Fueron un grupo de mujeres japonesas que se dieron cuenta de que la sociedad estaba cambiando en Japón, que el poder en las relaciones lo tenían ellas y que podían vestirse de forma sexy y ser objeto de deseo. Esto supuso una revolución, ya que la mujer japonesa siempre ha sido sumisa y obediente. Muchas tenían empleos bien pagados, pero sin muchas posibilidades, como ascensoristas o dando la bienvenida en grandes almacenes, dado que la mayoría eran muy jóvenes y vivían con sus padres, su sueldo iba íntegramente para comprar en Rocky America, una de las tiendas donde se proveían de vestidos super sofisticados y cortos de diseñadores como Azzedine Alaïa y Thierry Mugler. Fueron las primeras japonesas en adorar la ostentación y el lujo de las marcas occidentales, Chanel y Cartier, entre otras.
También pusieron de moda los rayos UVA. Su estilo vistiendo estaba lleno de colores brillantes, como en la moda de la década de 1980, usando colores como el rojo, el púrpura, el rosa o el amarillo. Su look característico era: mini vestido, cinturón y super taconazos. Casi todas solían llevar coletas altas y el flequillo permanetado o se hacían la permanente en todo el pelo. La mayoría acudía a citas omiai para conseguir marido y dejar ese puesto de trabajo y obviamente, dejar el estilo bodicon. En la década de 1990, un libro llamado Speed Tribes le dedica un capítulo a las Bodicon. Sobre 1993, dado a la progresiva occidentalización de la sociedad japonesa, el fin de la burbuja económica y otras causas, las bodicon empezaron a apagarse. A mediados de la década de 1990 eran una tribu obsoleta. Pero plantaron la semilla para que surgiera el fenómeno Gal, ya que son consideradas por muchos precursoras. Lo mejor es lo que decían las propias bodicon de su estilo "Visto así porque quiero. Se que llevar estos mini vestidos no me va a dar un bonito apartamento y me va a convertir en presidenta de ninguna compañía. Visto así porque es divertido".
Es muy probable que el origen de las gyaru se encuentre en una mezcla de las tres teorías, ya que actualmente aún se encuentran vestigios de las teorías anteriores.

## Organización y forma de vida
Las gals suelen agruparse en "círculos gal" (en japonés, gyaru saギャルサー). Éstos, se dividen en dos tipos: los ive (el nombre procede del inglés event) que se dedican a organizar eventos, suelen tener muchos miembros y aparecen con frecuencia en los medios de comunicación, como televisión y/o revistas) y los nago, que son círculos con menos miembros y con una actividad más tranquila, como charlar, ir de compras, etc., y son más similares a un grupo de amigas típico.
Las gals acostumbran a pasear por Tokio y frecuentan el centro comercial Shibuya 109, donde pueden comprar ropa de marcas específicas para ellas como Cocolulu, MA*RS, Liz Lisa y CECIL McBEE, entre otras. También hay revistas específicas para ellas, siendo la EGG la más famosa, además de Popteen, Ranzuki, Ageha y otras.
Suelen escuchar a cantantes como Namie Amuro, Ayumi Hamasaki, Boa, Koda Kumi o Sifow, aunque sus gustos musicales no se limitan al J-pop sino que también escuchan otros géneros.

## El movimiento gal en la cultura japonesa
En 1999 se edita el manga Gals! de la autora Mihona Fujii, que trata sobre tres jóvenes que pertenecen a este movimiento y que refleja su lado más reivindicativo. El anime de esta serie es emitido tres años más tarde, en 2002.
También existe un dorama llamado "Gal cir", emitido por el canal NTV entre el abril y junio del 2006, que trata sobre un joven japonés llamado Shinnosuke que, tras haberse criado fuera de Japón, vuelve a su país natal y conoce a un gal circle llamado Angelhearts.

## Tipos de gyaru
Hay varias subcategorías de "gals", dependiendo del estilo de moda y también del género.   
- Ganguro (ガングロ): bronceado acentuado y pelo teñido de rubio. Este estilo fue muy popular a finales de la década de 1990 y principios de la década de 2000.
- kogal gyaru (高校生 'kōkōsei'): generalmente una estudiante de instituto.
- Mago gyaru (中学校 chūgakkō): estudia en la secundaria.
- Oyajigyaru (オヤジギャル): viene de 'oyaji' y 'gyaru'. Se comporta y viste de un modo rudo y masculino.
- Oneegyaru (お姉ギャル): cuando ya ha salido del instituto, y pasa a ser una onee-san ("hermana mayor", en Japón usado como "señorita"). El estilo es más sofisticado.
- Ogyaru (汚ギャル): una gyaru que se abandona en su aseo y limpieza al vestir.
- Manba (マンバ): llevan un bronceado más profundo y maquillaje pálido como contraste y pelo teñido en rubios o tintes fantasía.
- Kigurumin: visten kigurumi, un tipo de pijama que las hace parecer animales o personajes de anime.
- Bibinba (ビビンバ): este aspecto normalmente incluye un montón de joyería y abalorios.
- Banba (バンバ): es una versión más ligera y alegre de las manba.
- Himegyaru (姫ギャル): chicas que se visten de princesas. Llevan peinados muy elaborados y ropas de diseñadores.
- Gyaru-kei (ギャル系): versión moderna del estilo gyaru. Hay muchos subtipos, como Amekaji (desenfadado americano), Saike, bohemio, Rokku(rock), o Haady(una especie de punk-pastel).
- Gyaruo (ギャル男): la versión masculina de una gyaru.
- Kyoba bo-i: la versión masculina de una banba.
- Himekaji: una versión más casual del Hime-gyaru.
- Amekaji: se utiliza ropa referente a la moda urbana americana.
- Tsuyome: se busca una apariencia más adulta y reveladora.
- Kuro-gyaru: es como el Tsuyome pero con una apariencia más joven y divertida.
- Agejo: es un híbrido entre el Tsuyome y el Hime-gyaru.